# إتش إم إس منديب (إل 60)
كانت إتش إم إس منديب (إل 60) مدمرة من المجموعة الأولى لفئة هنت تتبع البحرية الملكية البريطانية. اشتهرت السفينة بخدمتها في أساطيل أربع دول، حيث خدمت في البحرية الملكية خلال الحرب العالمية الثانية وبعد ذلك كسفينة تابعة للبحرية الصينية الوطنية باسم لين فو ثم سفينة تابعة للبحرية المصرية باسم المدمرة إبراهيم الأول. ثم أسرتها البحرية الإسرائيلية عقب معركة خلال العدوان الثلاثي في 31 أكتوبر 1956 وأعادت تكليفها باسم آخي حيفا (ك-38).

## بنائها وتكليفها
طُلب بناء منديب بموجب برنامج البناء البحري لعام 1939 من شركة سوان هنتر [الإنجليزية] لبناء السفن في وولزيند [الإنجليزية] في 17 أبريل 1939. وُضعت السفينة في الماء بموجب المهمة رقم (J4111) في 10 أغسطس 1939 وأُطلقت في 9 أبريل 1940. وكانت أول سفينة تابعة للبحرية الملكية تحمل اسم تجمع لصيد الثعالب في سومرست. انتهى بناء السفينة في 16 أكتوبر 1940، وقد تبناها المجتمع المدني في شيبتون ماليت [الإنجليزية]، سومرست، بعد حملة المدخرات الوطنية الناجحة لأسبوع السفن الحربية في مارس 1942.

## خدمتها خلال الحرب العالمية الثانية
أُلحقت منديب عند تكليفها بقاعدة الأسطول المحلي في سكابا فلو لإعدادها للعمل في أكتوبر، لكنها تعرضت لأضرار عندما انفجرت إحدى قذائف الأعماق على متنها أثناء التدريبات. لكن جرى إصلاحها واستأنفت العمل في 18 فبراير 1941. ثم أُلحقت بأسطول المدمرات الحادي والعشرين في 30 مارس في شيرنيس حيث أمضت العامين التاليين في مهام حراسة القوافل والدوريات في بحر الشمال والقناة الإنجليزية. خلال هذا الوقت، وفرت منديب الحماية لحركة المرور الساحلية من هجوم الطائرات الألمانية وزوارق إي-بوت، بجانب إنقاذ الناجين والمشاركة في زرع الألغام والعمليات الهجومية ضد منشآت المحور. أصبحت منديب سفينة القائد في الأسطول الحادي والعشرين في سبتمبر 1942 مع تعيين النقيب قبطان المدمرات سي آر باري، قائد الأسطول الحادي والعشرين، قائداً لها.
كُلفت منديب بمرافقة القافلة (WS31)، بعد تجديدها في يونيو 1943، والتي كانت جزءاً من قوة الغزو لعملية هاسكي، وفي يوليو شاركت في غزو صقلية نفسها. كان منديب جزءاً من عملية الانهيار الجليدي في سبتمبر، الإنزال في ساليرنو، جزء من غزو الحلفاء لإيطاليا. خلال الفترة المتبقية من العام، شاركت في مهام حراسة القوافل والدوريات، ومهام الدعم في البحر المتوسط.
عادت منديب إلى بريطانيا في مايو 1944 للمشاركة في عملية نبتون، القسم البحري لعمليات الإنزال في النورماندي. بعد ذلك، عادت إلى القافلة 21 ومهام الحراسة المحلية في القناة الإنجليزية وبحر الشمال، حتى يوم النصر في مايو 1945.

## خدمتها بعد الحرب
كانت آخر مهمة لمنديب خلال عملية مصراع الكوة، عبر التخلص من أسطول الغواصات الألماني، ثم أوقف تشغيلها ووضعت في الاحتياطي في يناير 1946.

### في البحرية الصينية
أُقرضت منديب للبحرية الصينية في مايو 1948، مع إتش إم إس أرورا [الإنجليزية]، وتغير اسمها إلى لين فو، نسبة للواء تشانغ لينغفو [الإنجليزية]، قائد الفرقة 74، والذي سقط خلال الحرب الأهلية الصينية. بعد انشقاق السفينة أورورا (التي أعيدت تسميتها باسم تشانغ كينغ) إلى الشيوعيين في فبراير 1949، استعادت البحرية الملكية منديب في يونيو 1949 وأعادت تكليفها بطاقم السفينة إتش إم إس كونسورت [الإنجليزية].

### في البحرية المصرية
بيعت منديب إلى البحرية المصرية في نوفمبر 1949، وتحول اسمها إلى محمد علي الكبير في 15 نوفمبر. والذي تغير لاحقاً إلى إبراهيم الأول في 1951.
شاركت إبراهيم الأول في العمليات البحرية خلال العدوان الثلاثي 1956، عندما أُرسلت إلى حيفا في 30 أكتوبر 1956، بهدف قصف منشآت النفط الساحلية في تلك المدينة. وصلت المدمرة إلى حيفا في 31 أكتوبر، وبدأت في قصف المدينة بأربع مدافع عيار 102 ملم (4 بوصات). فتحت المدمرة الفرنسية كيرسانت النار على إبراهيم الأول لكنها لم تسجل أي إصابات، كانت كرسينت متمركزة في ميناء حيفا لحراسته كجزء من عملية الفارس. اعترضت السفن الحربية الإسرائيلية إبراهيم الأول بعد فترة وجيزة، والتي انسحبت على الفور. تعقبت السفن الحربية الإسرائيلية إبراهيم الأول ونجحت مع سلاح الجو الإسرائيلي في إتلاف مولد ودفة السفينة التوربينية. أصبحت إبراهيم الأول بلا قوة وغير قادرة على التوجيه، فاستسلمت للبحرية الإسرائيلية.
جاء استسلام إبراهيم الأول بعد فشل محاولة إغراقها على يد قبطانها حسن رشدى طمازين مع خسارة اثنين من البحارة وعدد من الجرحى من بين 98 ضابط وجندي هم طاقم المدمرة.
يخلط البعض بين المدمرة منديب وكوتسمور لأنهما حملتا اسم إبراهيم الأول خلال خدمتهما في البحرية المصرية، لكن بحلول ذلك الوقت كانت كوتسمور تحمل اسم محمد علي الكبير.

### في البحرية الإسرائيلية

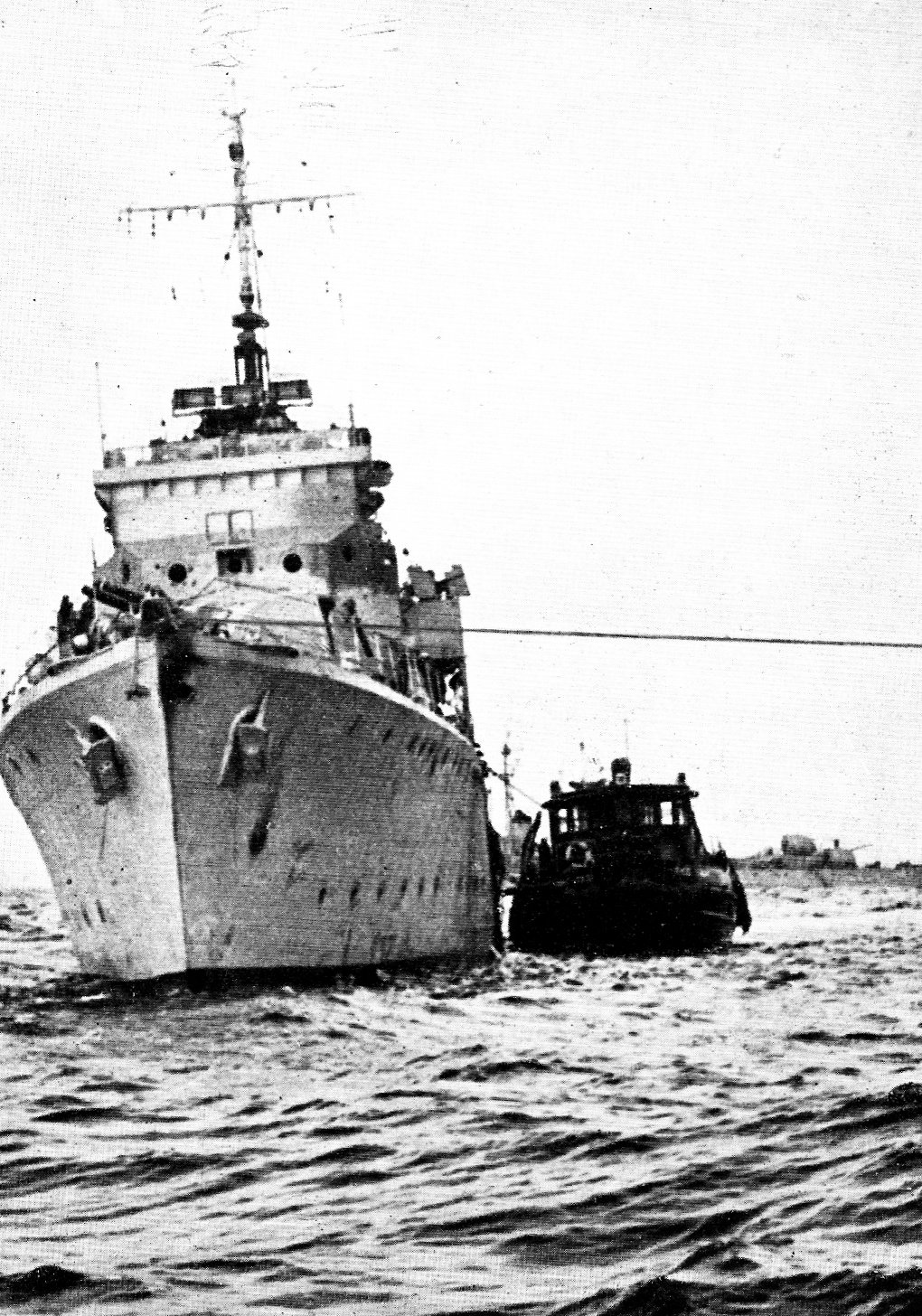
قطر المدمرة إبراهيم الأول إلى ميناء حيفا بعدما أسرتها البحرية الإسرائيلية.

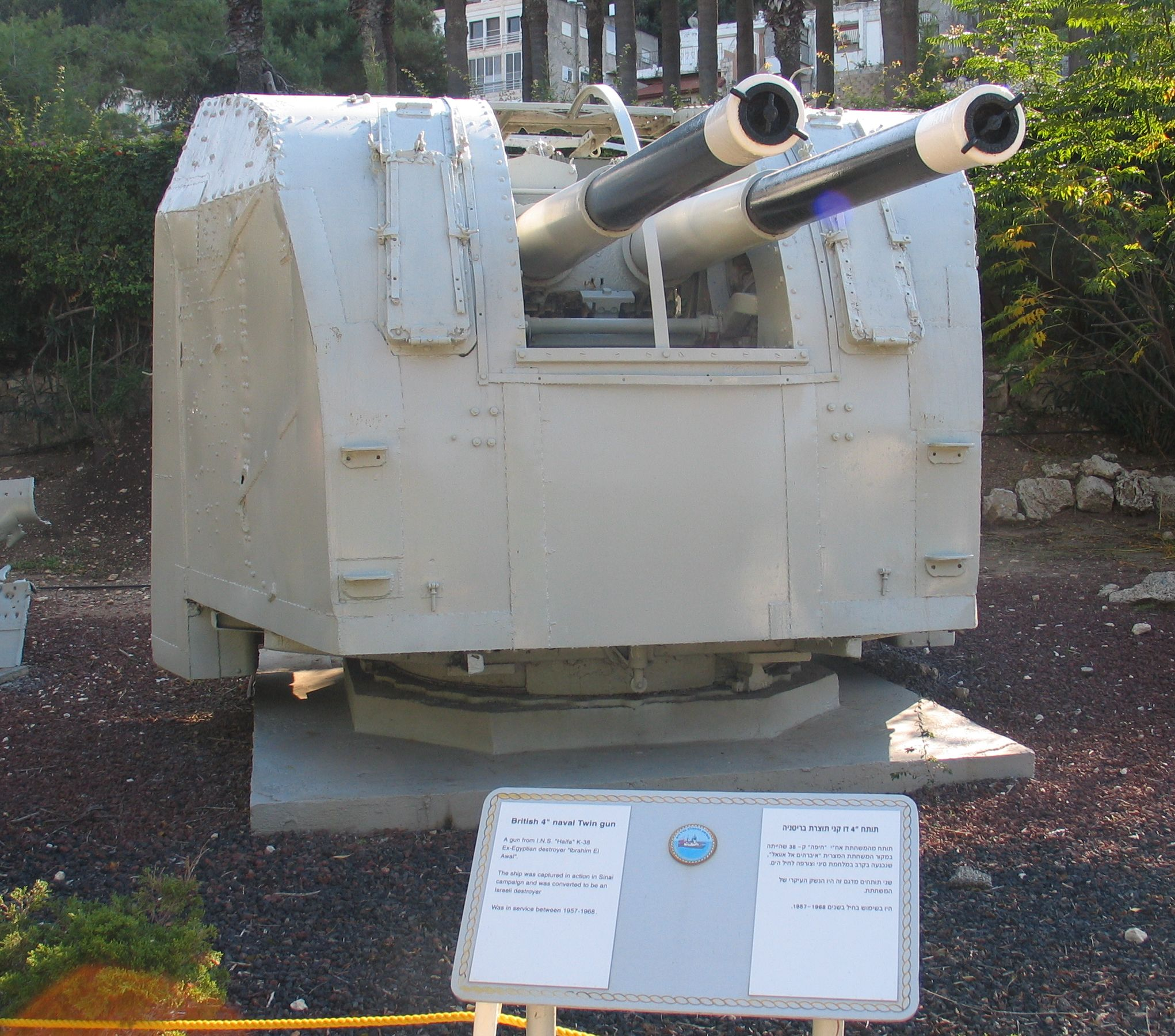
المدفعان المزدوجان عيار 4 بوصة من آخي حيفا

أُلحقت المدمرة المصرية بالبحرية الإسرائيلية لاحقاً وأطلق عليها اسم آخي حيفا. خدمت في البحرية الإسرائيلية في أواخر الستينيات، حتى خرجت من الخدمة، وتحولت إلى سفينة هدف بحري [الإنجليزية] في 1968 وغرقت في 1970 بعد أن أصيبت بصاروخ جبرائيل.
أُبقي أحد برجيها التوأمين عيار 4 بوصة وقاذفة قنابل الأعماق في متحف الهجرة والبحرية السرية في حيفا [الإنجليزية].